# Grammy Award for Best Engineered Recording – Special or Novel Effects
Der Grammy Award for Best Engineered Recording – Special or Novel Effects, auf Deutsch „Grammy-Auszeichnung für die beste technische Aufnahme, besondere Effekte“, ist ein Musikpreis, der von 1960 bis 1965 von der amerikanischen Recording Academy im Bereich Musikproduktion und -technik verliehen wurde. Der Preis ging an den Toningenieur des ausgezeichneten Werkes.

## Geschichte und Hintergrund
Die seit 1959 verliehenen Grammy Awards werden jährlich in zahlreichen Kategorien von der Recording Academy in den Vereinigten Staaten vergeben, um künstlerische Leistung, technische Kompetenz und hervorragende Gesamtleistung ohne Rücksicht auf die Album-Verkäufe oder Chart-Position zu würdigen.
Eine dieser Kategorien ist der Grammy Award for Best Engineered Recording – Special or Novel Effects. Der Preis wurde von 1960 bis 1965 vergeben und hatte seit der Erstverleihung einige kleinere Namensänderungen:
- Von 1960 bis 1961 hieß die Auszeichnung Grammy Award for Best Engineering Contribution – Novelty Recording
- Von 1962 bis 1963 nannte sie sich Grammy Award for Best Engineered Recording – Novelty
- Von 1964 bis 1965 war die Bezeichnung Grammy Award for Best Engineered Recording – Special or Novel Effects

Die Auszeichnung wurde zusammen mit den Preisen Grammy Award for Best Engineered Album, Non-Classical und Grammy Award for Best Engineered Album, Classical vergeben.

## Gewinner und Nominierte
| Jahr | Gewinner                      | Werk                                               | Interpret(en)                      | Nominierte | Bild des/der Gewinner(s) |
| ---- | ----------------------------- | -------------------------------------------------- | ---------------------------------- | --- | ------------------------ |
| 1960 | Ted Keep (Toningenieur)       | Alvin’s Harmonica                                  | David Seville                      | - Markko Polo Adventurers – Orienta - Billy Mure – Supersonics in Flight - Alvino Rey – The Bat - Ralph Hunter Choir – The Wild Wild West |                          |
| 1961 | John Kraus (Toningenieur)     | The Old Payola Roll Blues                          | Stan Freberg                       | - David Seville & the Chipmunks – Alvin for President - Jack Cookerly – June Night - David Seville & the Chipmunks – Let’s All Sing the Chipmunks - Larry Verne – Mr. Custer |                          |
| 1962 | John Kraus (Toningenieur)     | Stan Freberg Presents the United States of America | Stan Freberg                       | - Bruno Vineis – Cartoons in Stereo - Ted Keep – The Alvin Show - Eddie Brackett – The Soupy Sales Show - Rafael O. Valentin – X-15 and Other Sounds: Rockets Missiles and Jets                                                                                                   |                          |
| 1963 | Robert Fine (Toningenieur)    | The Civil War, Vol. I                              | Martin Gabel und Frederick Fennell | - Vaughn Meader – The First Family - Allan Sherman – My Son, the Folk Singer - Lou Monte – Pepino, the Italian Mouse - David Seville – The Chipmunk Songbook |                          |
| 1964 | Robert Fine (Toningenieur)    | The Civil War, Vol. II                             | Frederick Fennell                  | - Hank Thompson – Cheyenne Frontier Days - Bill McFadden, Bryna Rayburn – Fast, Fast, Fast, Relief from TV Commercials - Shut Downs – Four in the Floor - Dean Elliott – Heartstrings                                                                                             |                          |
| 1965 | Dave Hassinger (Toningenieur) | The Chipmunks Sing the Beatles                     | Alvin and the Chipmunks            | - The Addams Family Theme (Vic Mizzy) – James Malloy, Toningenieur - The Big Sounds of the Sports Cars – Bill Robinson, Toningenieur - Les Poupées de Paris (Verschiedene Künstler) – John Norman, Toningenieur - Walking in the Rain (The Ronettes) – Larry Levine, Toningenieur |                          |